# Renzo Lusetti
Renzo Lusetti (Castelnovo di Sotto, 4 settembre 1958) è un politico e dirigente d'azienda italiano.

## Biografia
Nato il 4 settembre 1958 a Castelnovo di Sotto, in provincia di Reggio Emilia, vive a Roma. Si è laureato in scienze politiche all'Università di Bologna ed è un dirigente d'azienda.
Inizia la sua carriera politica nel Movimento Giovanile della Democrazia Cristiana, l'organizzazione giovanile della Democrazia Cristiana (DC), ricoprendo l'incarico di segretario nazionale dal 1984 al 1987 e collocandosi al suo interno nella corrente "Base", composta prevalentemente da avellinesi e guidata da Ciriaco De Mita.
Alle elezioni politiche del 1987 viene candidato alla Camera dei deputati, tra le liste della DC nell circoscrizione Benevento-Avellino-Salerno, venendo eletto a soli 28 anni deputato della X legislatura, venendo riconfermato nella XI legislatura.
Nel 1994, con la dissoluzione della DC, aderisce alla rinascita del Partito Popolare Italiano di Mino Martinazzoli.
Dal 1994 al 1997 è stato assessore al personale nella giunta comunale di Roma guidata da Francesco Rutelli.
Nel dicembre 1999 si dimette da responsabile degli Enti locali del PPI ed approda nella Margherita-Democrazia è Libertà (2001) con il ruolo di vice-capogruppo alla Camera. Contribuisce, come dirigente nazionale della Margherita, alla costituzione del Partito Democratico (PD).
Eletto nella XV Legislatura con L'Ulivo (riconfermando l'incarico avuto nella XIV Legislatura, quando era stato eletto con la Margherita-Democrazia è Libertà), il 4 maggio 2006 è nominato Segretario di Presidenza della Camera dei deputati.
Nella XVI Legislatura è rieletto alla Camera dei deputati nelle liste del PD, circoscrizione Lombardia 2, è nominato Segretario di Presidenza della Camera dei deputati.
Nel gennaio 2010 abbandona il Partito Democratico e aderisce all'Unione di Centro (UdC) di Pier Ferdinando Casini.
Il 15 gennaio 2013 annuncia, intervistato su TGcom24, di non candidarsi alle prossime elezioni politiche, lasciando il ruolo di parlamentare che ha ricoperto per 5 legislature.
Nel 2015 abbandona l'UdC per ritornare nel PD sotto la leadership di Matteo Renzi.

## Vita privata
È sposato con la giornalista Vira Carbone e ha tre figlie. Si considera cattolico.

## Attività politica
Ha presentato come primo firmatario le seguenti proposte di legge:
- Disposizioni a sostegno del settore musicale (553)
- Nuova regolamentazione delle attività di informazione scientifica farmaceutica e istituzione dell'albo degli informatori scientifici del farmaco (554)
- Disciplina della professione di ottico-optometrista (555)
- Disciplina dell'attività di intermediazione sulla pubblicità a garanzia della trasparenza tra le imprese (556)
- Disposizioni per contrastare la pratica dell'invio di messaggi elettronici commerciali indesiderati (557)
- Disposizioni per la prevenzione e il controllo delle infezioni da legionella (558)
- Concessione di benefìci previdenziali al personale del Corpo nazionale dei vigili del fuoco esposto all'amianto (559)
- Disposizioni in materia di tutela dei diritti della famiglia e istituzione dell'Autorità garante della famiglia (560)
- Disposizioni per l'attivazione di politiche in favore dei giovani (561)
- Norme in materia di pluralismo informatico e di incentivazione allo sviluppo di formati open standard (562)
- Modifica all'articolo 72 del codice della strada, di cui al decreto legislativo 30 aprile 1992, n. 285, in materia di dispositivi di sicurezza contro gli incendi automobilistici (563)
- Soppressione della Consulta araldica in attuazione della XIV disposizione finale della Costituzione (564)
- Disposizioni in materia di protezione contro le scariche atmosferiche (565)
Nel gennaio 2011 ha lanciato insieme a Enzo Carra l'associazione "Visioni Contemporanee" al fine di promuovere la tutela e la valorizzazione dei beni ambientali, artistici e culturali e intraprendere iniziative di solidarietà mirate all'inserimento sociale di categorie disagiate. L'associazione, presente in tutta Italia, condivide con l'UDC l'esigenza di rinnovamento della politica italiana e partecipa come soggetto costituente alla nascita del Partito della Nazione.